# Berättelser från de inställda upprorens tid
Berättelser från de inställdas upprorens tid är en novellsamling skriven av den svenske författaren Per Olov Enquist, utgiven 29 juli 1974 hos Norstedts. Boken innehåller sju noveller och utspelas i början av 1970-talet dels i Berlin och dels på den amerikanska västkusten.
En recensent ansåg att novellsamlingen vittnade om "en i hög grad läsvärd och insiktsfull människokunskap."